# Vụ án Lệ Chi viên
Vụ án Lệ Chi viên, tức Vụ án vườn vải, là một vụ án oan nổi tiếng thời Lê sơ. Qua vụ án này, quan Đại thần Hành khiển Nguyễn Trãi và vợ là Lễ nghi học sĩ Nguyễn Thị Lộ bị triều đình Lê Sơ kết tội giết vua Lê Thái Tông, bắt tội chém đầu đến 3 họ nhà Nguyễn Trãi.
Đến năm 1464, thời vua Lê Thánh Tông, Nguyễn Trãi được minh oan, người con còn sống sót duy nhất của ông là Nguyễn Anh Vũ được cất làm quan huyện, bản thân ông được trao tặng tước hiệu.

## Những nhân vật chính
- Nạn nhân: Vua Lê Thái Tông
- Nguyên nhân chết: không rõ, có thể do Đột quỵ.[cần dẫn nguồn]
- Người bị kết án là thủ phạm: Nguyễn Thị Lộ (vợ Nguyễn Trãi).
- Những người bị liên lụy và cùng bị xử tử: Nguyễn Trãi cùng 3 họ của ông.[2][3]

## Bối cảnh trước vụ án
Lên ngôi năm 1433 khi 11 tuổi, Lê Thái Tông tỏ ra là vị vua tài năng, quyết đoán, bên trong trừ bỏ 2 đại thần phụ chính Lê Sát và Lê Ngân, bên ngoài đánh dẹp các thổ tù phía Tây Bắc. Tại hậu cung, vua có sáu người vợ:
1. Lê Ngọc Dao: con Tư đồ Lê Sát, bị phế làm dân thường sau khi Lê Sát bị giết năm 1437.
2. Lê Nhật Lệ: con đại thần Lê Ngân, bị truất xuống làm Tu dung sau khi Lê Ngân bị giết năm 1437.
3. Dương Thị Bí: sinh ra Lê Nghi Dân năm 1439, là Phi bị phế xuống làm Chiêu nghi, còn Nghi Dân bị truất ngôi Thái tử (được lập vào năm 1440), phong làm Lạng Sơn vương năm 1441.
4. Bùi Quý Nhân, mẹ của Cung vương Lê Khắc Xương. Cả hai mẹ con không được sủng ái.
5. Nguyễn Thị Anh: sinh ra Thái tử Lê Bang Cơ (Vua Lê Nhân Tông) năm 1441, được phong Thần phi sau khi Dương Thị Bí bị phế truất.
6. Ngô Thị Ngọc Dao: Tiệp dư, vì làm mất lòng Thái Tông nên từng bị bắt giam, được đại thần Trịnh Khả cứu thoát.[5] Sau đó sinh ra Hoàng tử Lê Tư Thành vào tháng 7 năm 1442,[4] rồi hai mẹ con dời ra sống ngoài kinh thành.[6]

Ngoài ra, sử sách ghi nhận Lê Thái Tông còn có quan hệ tình cảm với vợ thứ của Thừa chỉ Nguyễn Trãi là Nguyễn Thị Lộ, một người phụ nữ "rất đẹp, văn chương rất hay", được gọi vào cung phong làm Lễ nghi học sĩ, ngày đêm hầu bên cạnh.
Thừa chỉ Nguyễn Trãi là công thần khai quốc nhà Hậu Lê, một văn thần có nhiều đóng góp trong khởi nghĩa Lam Sơn. Tuy nhiên đến thời bình, trong chính trường nhà Hậu Lê thời Lê Thái Tổ và sau đó là Lê Thái Tông, sự nghiệp của ông lúc thăng lúc giáng vì có bất đồng quan điểm với một số đại thần khác, một số kế sách không được dùng. Nguyễn Trãi bất mãn và lui về ở ẩn năm 1439.

## Vụ án

### Diễn biến
Có 3 nguồn chính sử đề cập đến vụ án Lệ Chi viên là Đại Việt sử ký toàn thư, Khâm định Việt sử thông giám cương mục và Lịch triều hiến chương loại chí.
- Theo sách Đại Việt sử ký toàn thư:

Ngày 27 tháng 7 (âm lịch) năm Nhâm Tuất (1442), vua Lê Thái Tông đi tuần ở miền Đông, duyệt quân ở thành Chí Linh, Hải Dương. Nguyễn Trãi đón vua ngự ở chùa Côn Sơn, nơi ở của Nguyễn Trãi. Ngày 4 tháng 8 (âm lịch) vua về đến Lệ Chi viên thuộc huyện Gia Định (nay thuộc thôn Đại Lai, xã Đại Lai, huyện Gia Bình, tỉnh Bắc Ninh). Cùng đi với vua có Nguyễn Thị Lộ, một người thiếp của Nguyễn Trãi khi ấy đã vào tuổi 40 (bà sinh năm 1400) được vua Lê Thái Tông yêu quý vì sự xinh đẹp, có tài văn chương, luôn được vào hầu bên cạnh vua. Khi về đến Lệ Chi viên, vua thức suốt đêm với Nguyễn Thị Lộ rồi mất.
Các quan bí mật đưa về, ngày 6 tháng 8 (âm lịch) mới đến kinh sư, nửa đêm vào đến cung mới phát tang. Triều đình đã quy cho Nguyễn Thị Lộ tội giết vua. Ngay sau khi Thái tử Bang Cơ mới 2 tuổi lên nối ngôi (tức là Lê Nhân Tông), triều đình bắt Nguyễn Trãi tru di tam tộc vào ngày 16 tháng 8 (âm lịch) năm này.
- Theo Khâm định Việt sử thông giám cương mục:[2]

Tháng 7 âm lịch, Lê Thái Tông tuần hành phía đông, duyệt võ ở Chí Linh, Nguyễn Trãi đón mời, nhà vua đến chơi chùa núi Côn Sơn, nơi ở của Nguyễn Trãi.
Nguyễn Thị Lộ, vợ lẽ của Nguyễn Trãi, người đẹp mà lại hay chữ. Nhà vua nghe tiếng, trước đây từng mời đến, phong làm Lễ nghi học sĩ; ngày đêm cho hầu ở bên, nhân đó, sàm sỡ với Thị Lộ. Trong đợt đi tuần phía đông, Thái Tông quay về đến trại Vải làng Đại Lại, huyện Gia Định, thì mắc chứng sốt rét. Thị Lộ vào hầu suốt đêm, nhà vua mất.
Trăm quan giấu kín việc này, lặng lẽ rước ngự giá về kinh đô mới phát tang. Người ta đều nói Thị Lộ giết vua, bèn bắt giết Thị Lộ. Ngay sau khi Thái tử Bang Cơ mới 2 tuổi lên nối ngôi (tức là Lê Nhân Tông), triều đình bắt và giết Nguyễn Trãi, tru di cả họ. Người ta đều cho là oan.
- Theo sách Lịch triều hiến chương loại chí:[9]

| “ | Năm 1442, Nguyễn Trãi 63 tuổi, vợ Nguyễn Trãi là Thị Lộ, vào hầu vua, dùng chất độc giết vua, triều đình kết án phải giết ba họ. | ” |

Trong 3 sách chính sử nêu trên, Đại Việt sử ký toàn thư và Khâm định Việt sử thông giám cương mục cùng thống nhất cho rằng Lê Thái Tông bị bạo bệnh mà qua đời, và sau khi thi hài Lê Thái Tông được đưa về kinh đô thì Nguyễn Thị Lộ bị mọi người đồng loạt buộc tội giết vua. Riêng Lịch triều hiến chương loại chí cho rằng Nguyễn Thị Lộ dùng thuốc độc giết vua.

### Hậu kỳ
Theo Khâm định Việt sử thông giám cương mục, ngay khi Nguyễn Trãi bị tru di tam tộc, nhiều người đã cho là ông bị oan.
Lê Nhân Tông khi xem sách Dư địa chí của Nguyễn Trãi từng có ý kiến rằng: "Nguyễn Trãi là người trung thành giúp đức Thái Tổ dẹp loạn tặc, giúp đức Thái Tông sửa sang thái bình... không may bị người đàn bà gây biến, để người lương thiện mắc tội rất là đáng thương".
Năm 1464, Lê Thánh Tông chính thức ban chiếu minh oan cho Nguyễn Trãi, truy tặng ông tước Tán Trù bá, cho người con trai còn sống sót của ông là Nguyễn Anh Vũ làm chức Đồng Tri châu. Năm 1512, Lê Tương Dực truy tặng Nguyễn Trãi làm Tế Văn hầu.

## Giai thoại
Giai thoại về cái chết của Nguyễn Trãi được truyền tụng qua sự tích Rắn báo oán rất nổi tiếng. Theo Nguyễn Đổng Chi ghi nhận và phân tích, đây là câu chuyện do tầng lớp Nho sĩ bịa đặt ra nhằm huyền thoại hóa tấn thảm kịch của Nguyễn Trãi, xóa mờ sự thật về tấn thảm kịch ấy, để có một cách giải thích hợp với lý trí trước cái chết oan khốc của một người như ông và cả dòng họ ông. Chính vì vậy, câu chuyện có những nhân tố hoang đường, thậm chí còn xuyên tạc hình ảnh một nhân vật tài hoa như Thị Lộ. Cũng như Nguyễn Đổng Chi ghi nhận, sự tích "Rắn báo oán" này được thêu dệt dựa trên hai câu chuyện có nội dung tương tự ở Trung Quốc:
- Truyện Phương Chính Học: Phương Chính Học đời Nguyên, khi người ông nội mất sắp đào huyệt cất đám thì đứa con (tức bố Phương Chính Học) đêm nằm mộng thấy một bà già hiện ra bảo:"Chúng tôi ở đây đã lâu, xin ông thư thả cho chúng tôi di chuyển đi một nơi khác, rồi hãy đào". Người con tỉnh dậy không biết thế nào cả. Ngày hôm sau những người đào huyệt thấy một ổ rắn rất nhiều con, bèn dùng gậy đánh chết tất cả. Lúc ấy con dâu người chết (tức mẹ Phương Chính Học) đang có mang. Bà ta bỗng thấy một luồng hắc khí bay vào nhà nơi mình ngồi. Khi Phương Chính Học sinh ra có cái lưỡi giống lưỡi rắn. Về sau Phương Chính Học cũng bị vạ diệt tộc, người ta cho đó là do đàn rắn thác sinh vào Phương Chính Học để báo thù.
- Truyện Ngô Trân: Ngô Trân đời Tống có lần đóng quân đất Thục cho người khai phá khu rừng rậm ở Kim Bình, vì sợ nơi ấy là chỗ ẩn nấp của giặc cướp. Lệnh đốt rừng sắp thi hành, bỗng có một bà già dắt con đến cửa dinh kêu rằng:"Nghe nói tướng quân sắp cho đốt quả núi này. Đó là quân lệnh tôi không dám ngăn trở. Nhưng mẹ con tôi ở đây đã lâu, xin tướng quân cho thư thả một chút để cho chúng tôi dời đi nơi khác đã". Ngô Trần thét mắng mụ già, mụ ra đi còn nói:"Nếu tướng quân không nghe, sẽ bị diệt cả họ!". Ngô Trân giục quân cứ đốt. Ngày hôm sau họ thấy ở trong núi có hai con rắn chết. Nhưng trong khi lửa bốc cháy thì một luồng hắc khí vọt bay về phía Đông Nam đúng vào lúc con dâu nhà Ngô Trần đẻ ra Ngô Hy.

## Ý kiến xét lại vụ án
Lê Nhân Tông từng có ý kiến xem Nguyễn Trãi bị oan khi đọc sách Dư địa chí ông viết, nhưng vẫn cho rằng Nguyễn Thị Lộ là thủ phạm gây ra cái chết của vua cha Thái Tông. Lê Thánh Tông chính thức ban chiếu minh oan cho Nguyễn Trãi nhưng không nói tới Nguyễn Thị Lộ.
Trong giới sử học hiện nay, có ý kiến của các nhà chuyên môn như Vũ Khiêu, Phan Huy Lê, Hoàng Đạo Chúc, Phan Văn Các, Đinh Xuân Lâm cho rằng: còn một người nữa chịu oan khuất chưa từng được minh oan là Nguyễn Thị Lộ. Trong hội thảo khoa học về Lễ nghi học sĩ Nguyễn Thị Lộ, nhiều nhà nghiên cứu cho rằng Nguyễn Thị Lộ đã bị triều đình nhà Lê đương thời (do Thái hậu Nguyễn Thị Anh chấp chính cho vua nhỏ Lê Nhân Tông mới lên 2 tuổi) vu khống.
Nhóm tác giả nghiên cứu lịch sử đương đại Phan Duy Kha, Lã Duy Lan, Đinh Công Vĩ trong tác phẩm "Nhìn lại lịch sử", xuất bản năm 2003, cho rằng chủ mưu vụ án chính là Nguyễn Thị Anh, vợ thứ của vua Lê Thái Tông.

### Ngôi thái tử
Ngoài các suy đoán căn cứ vào sử sách, gần đây các nhà nghiên cứu nói trên đã tham khảo gia phả dòng họ Đinh là con cháu của công thần Đinh Liệt nhà Hậu Lê và phát hiện nhiều bài thơ của chính Đinh Liệt để lại (được công bố trong "Nhìn lại lịch sử" của họ). Bài thơ được viết bằng chữ Hán nhưng viết theo kiểu ẩn ý, dùng phép nói lái để người đọc suy đoán rằng: Thái tử Lê Bang Cơ (tức vua Lê Nhân Tông) không phải là con vua Lê Thái Tông.
Vua Lê Thái Tông lúc mất mới 20 tuổi nhưng trước khi mất vua đã có bốn con trai. Con lớn nhất là Lê Nghi Dân, con thứ hai là Khắc Xương, con thứ ba là Bang Cơ (Lê Nhân Tông sau này), con thứ tư là Tư Thành (Lê Thánh Tông sau này). Vì các hoàng tử đều còn quá nhỏ (chỉ chênh nhau một vài tuổi) nên việc tranh chấp ngôi thái tử xảy ra giữa các bà vợ vua Thái Tông. Nguyễn Thị Anh là mẹ của Bang Cơ.
Nghi Dân là con lớn nhất vốn đã được lập làm thái tử dù còn rất nhỏ. Nhưng sau đó Nguyễn Thị Anh được vua sủng ái nên năm 1441 vua truất ngôi của Nghi Dân mà lập Bang Cơ. Bà mẹ của Khắc Xương vốn không được vua sủng ái nên không thể tranh chấp ngôi thái tử. Tuy nhiên, nhiều người trong triều dị nghị rằng, Nguyễn Thị Anh đã có thai trước khi vào cung và Bang Cơ không phải là con vua Thái Tông. Cùng lúc đó, một bà phi khác của vua là Ngô Thị Ngọc Dao lại có mang sắp sinh. Nguyễn Thị Anh sợ chuyện bại lộ thì ngôi lớn sẽ thuộc về con bà Ngọc Dao nên tìm cách hại bà Ngọc Dao. Bà này được vợ chồng Nguyễn Trãi và Nguyễn Thị Lộ hết sức che chở, mang đi nuôi giấu và sinh được Hoàng tử Lê Tư Thành năm 1442.
Biết bà Ngọc Dao đã sinh con trai mà ngày càng nhiều người đồn đại về dòng máu của Bang Cơ, nhân lúc con mình còn đang ở ngôi đương kim thái tử, Nguyễn Thị Anh chủ động ra tay trước. Nhân dịp vua Thái Tông về thăm Nguyễn Trãi, sợ Nguyễn Trãi gièm pha mình và nói tốt cho Tư Thành nên bà sai người sát hại vua Thái Tông rồi đổ tội cho vợ chồng Nguyễn Trãi.
Sau khi vua mất, Bang Cơ lên ngôi, Nguyễn Thị Anh được làm Thái hậu, nắm quyền trị nước. Nguyễn Trãi không thể biện bạch cho sự oan uổng của mình và phải chịu án tru di tam tộc.
Theo sử sách, ngày 9 tháng 9 (âm lịch) năm Nhâm Tuất (1442), chỉ vài ngày sau khi hành hình gia đình Nguyễn Trãi, triều đình (thực ra chính là Thái hậu Nguyễn Thị Anh nhiếp chính thay con) ra lệnh giết hai hoạn quan Đinh Phúc, Đinh Thắng vì trước khi chết Nguyễn Trãi có nói là "hối không nghe lời của Thắng và Phúc". Các nhà nghiên cứu nói trên cho rằng chính Đinh Phúc, Đinh Thắng là những người khuyên Nguyễn Trãi sớm tố cáo Nguyễn Thị Anh với vua Thái Tông. Do đó để diệt khẩu, bà sai giết hai người này.
Chính bởi thân thế của Lê Nhân Tông có phần "không chính" nên sau này, năm Kỷ Mão (1459), con trưởng của vua Thái Tông là Lê Nghi Dân lấy lý do để làm binh biến giết hai mẹ con Nguyễn Thị Anh. Trong bài chiếu lên ngôi, Nghi Dân nói rõ: "... Diên Ninh [Nhân Tông] tự biết mình không phải là con của Tiên đế [Thái Tông]..."

### Phản biện
Nhà nghiên cứu lịch sử Vũ Thị Thường đã đăng trên Tạp chí sông Hương về nghi án Lệ Chi viên, phản đối tác giả Bùi Văn Nguyên trong tác phẩm Văn chương Nguyễn Trãi, khi nhà nghiên cứu này cho rằng: "Cuối cùng bọn gian thần phía bà phi Nguyễn Thị Anh âm mưu giết hại vua Lê Thái Tông, Nguyễn Trãi, Nguyễn Thị Lộ để giành ngôi cho Bang Cơ khỏi rơi vào tay Tư Thành, người được Nguyễn Trãi, Nguyễn Thị Lộ ủng hộ" với những lập luận như sau:
- Lê Tư Thành là con thứ tư, mới sinh được 14 ngày, mẹ của Tư Thành chỉ được phong Tiệp dư, không phải là mối đe dọa với mẹ con bà Nguyễn Thị Anh.
- Vua Thái Tông là vị vua tài giỏi, không dễ để giết. Năm 16 tuổi, vua đã thân hành đi đánh châu Phục Lễ; đánh Hà Tông Lai làm phản, đánh thổ quan nghịch Nghiễm thu phục đất đai của cải. Sách Đại Việt sử ký viết rằng: Vua thiên tư, thông minh trí tuệ, bên trong ức chế quyền thần, bên ngoài dẹp di địch.
- Nguyễn Thị Anh đang được sủng ái, con là Bang Cơ được lập làm Hoàng thái tử, ngôi kế vị cầm chắc trong tay, lẽ nào lại giết đi chỗ dựa vững chắc nhất của họ.
- Nguyễn Trãi trước sau không đóng vai trò gì quan trọng trong triều đình (?), Nguyễn Thị Lộ chỉ là Lễ nghi học sĩ, dạy cung nhân, không đủ quyền lực để tôn phù hay hạ bệ ai xuống. Lúc được các đại thần tiến cử Nguyễn Trãi và các quan khác để dạy vua, vua Thái Tông đã từ chối việc này. Khi soạn nhã nhạc, vua Lê Thái Tông theo ý của Lương Đăng soạn lễ nhạc chứ không theo ý của Nguyễn Trãi. Về quê ông làm đề cử ở chùa Hun, 1 chức vị rất thấp. Không thể nào gây ảnh hưởng với một vị vua tài giỏi, có cá tính mạnh mẽ, không chịu sự phụ chính như Lê Thái Tông, từng đã giết Đại Tư đồ Lê Sát, Lê Ngân, giáng chức nhiều trọng thần khác.

Tác giả Vũ Thị Thường kết luận rằng vua Lê Thái Tông chết đột ngột ở Lệ Chi viên, Nguyễn Trãi chỉ là người không may mắn mà thôi, và không nên suy luận đi quá xa.

## Trong văn học nghệ thuật
Vụ án Lệ Chi viên từng được thể hiện trong nhiều tác phẩm văn học và nghệ thuật trong đó có các tác phẩm được báo chí đánh giá cao như vở cải lương Rạng ngọc Côn Sơn của Đoàn Cải lương Trần Hữu Trang, vở chèo Oan khuất một thời của Nhà hát Chèo Hà Nội.
Vở kịch Bí mật Lệ Chi Viên của Công ty Thái Dương (sân khấu IDECAF) từng được báo chí ca ngợi đã giành được ba giải Mai Vàng (năm 2007): giải Đạo diễn sân khấu cho Nghệ sĩ ưu tú Thành Lộc, giải Nam diễn viên Kịch nói cho Hữu Châu (vai Nguyễn Trãi) và giải Nữ diễn viên Kịch nói cho Thanh Thủy (vai Nguyễn Thị Anh).
Phim tài liệu Bí mật vụ án Lệ Chi viên từng được chiếu trên VTV1.
Năm 2012, bộ phim Thiên mệnh anh hùng của đạo diễn Victor Vũ cũng lấy bối cảnh là 12 năm sau khi Nguyễn Trãi chết, các thế lực vương tôn tranh giành nhau, trong đó có Tuyên Từ Thái hậu.

### Về các bài thơ của Đinh Liệt
Trong cuốn "Ngọc phả họ Đinh" do Công bộ Thượng thư Đinh Công Nhiếp, con trai đầu của Thái sư Đinh Liệt, có một số bài thơ do Đinh Liệt viết có liên quan đến vụ án Lệ Chi viên.
Bài thơ Nôm nhận xét về Lê Thái Tông:
Tống Thai dáng dấp một anh quân,
Đắc sắc say chơi biếng kiệm cần.
Họa tự trong nhà nhô đầu mọc,
Di căn bệnh hoạn hại cho thân.
Trong bài này Đinh Liệt buộc phải dùng phép nói lái: Tống Thai tức là Thái Tông (Lê Nguyên Long). Vua là một anh quân vì ông biết ngăn ngừa cường thần, dẹp phiên trấn, sùng nho, mở thi cử, song lại quá ham mê tửu sắc. Về họa tự trong nhà, Đinh Liệt có bài thơ:
Nhung tân lục cá nguyệt khai hoa,
Bất thức hà nhân chủng bảo đa.
Chủ kháo Tống Thai vi linh dược,
Cựu binh tân tửu thịnh y khoa.
Nhung tân đọc lái là Nhân Tông, tức là Bang Cơ, con Nguyễn Thị Anh, thịnh y là thị Anh. Bài này có thể tạm dịch:
Nhân Tông sáu tháng đã ra hoa,
Dòng máu ai đây quý báu à?
Núp bóng Thái Tông làm linh dược,
Thị Anh dùng ngón đổi dòng cha.
Trước khi vào cung, Thị Anh đã gian díu với Lê Nguyên Sơn, một người thuộc họ xa của dòng dõi Lê Khoáng (cha Lê Lợi). Một bài thơ khác, Đinh Liệt viết:
Tống Thai mạc kiến nguy ký hiện,
Nịch ái Thịnh y nhật nhật tăng.
Mỹ sắc điềm ngôn gia phỉ báng,
Cơ đồ sự nghiệp hải hà băng.
Dịch là:
Thái Tông chẳng thấy nguy đã hiện,
Say đắm Thị Anh cứ mãi tăng.
Sắc đẹp lời ngon kèm phỉ báng,
Cơ đồ sự nghiệp có ngày băng.
Việc Thị Anh giết hai hoạn quan Đinh Phúc, Đinh Thắng được Đinh Liệt viết trong bài thơ mà nhiều người cho rằng vì chính hai người này đã mật báo cho ông và Nguyễn Trãi biết:
Nhung Tân hà hữu Tống thai tinh,
Lục nguyệt khai hoa quái dị hình.
Niên nguyệt nhật thời Thăng Đính ký,
Hoàng bào ô nhiễm vạn niên thanh.
Dịch là:
Nhân Tông không phải máu Thái Tông,
Sáu tháng hoài thai cảnh lạ lùng.
Năm, tháng, ngày, giờ Đinh Thắng chép,
Hoàng bào dơ bẩn tiếng ngàn năm.
Với cách gọi các vua bằng miếu hiệu như Thái Tông, Nhân Tông, chắc chắn các bài thơ này Đinh Liệt viết vào thời Lê Thánh Tông. Dù Nhân Tông và Thái hậu Nguyễn thị đã chết nhưng việc này vẫn không thể nói công khai, vì trên danh nghĩa, ngôi vua của Nhân Tông vẫn là hợp pháp. Có như vậy, việc cướp ngôi của Lê Nghi Dân mới là "phản nghịch" và việc lên ngôi của Thánh Tông mới là hợp lẽ. Đây chính là nguyên nhân khiến Đinh Liệt phải dùng phép nói ẩn ý để truyền lại cho đời sau. Sau này tới đời vua Lê Thánh Tông, vua Thánh Tông đã minh oan cho Nguyễn Trãi. Tuy nhiên, những bài thơ trên được tìm thấy trong gia phả họ Đinh thất lạc tại Trung Quốc nên tính chính xác của nó không được kiểm chứng, chỉ mang tính tham khảo giả thuyết.

## Chú giải
1. ↑  Theo sách Cương mục, Chính biên quyển 19, tước truy tặng cho Nguyễn Trãi là "Tán Trù bá"; theo Lịch triều hiến chương loại chí, quyển 7 thì tước hiệu là "Tế Văn hầu". Kiến Văn tiểu lục của Lê Quý Đôn cho rằng tước Tế Văn hầu do Lê Tương Dực truy tặng năm 1512.